# Projet de loi pi de l'Indiana

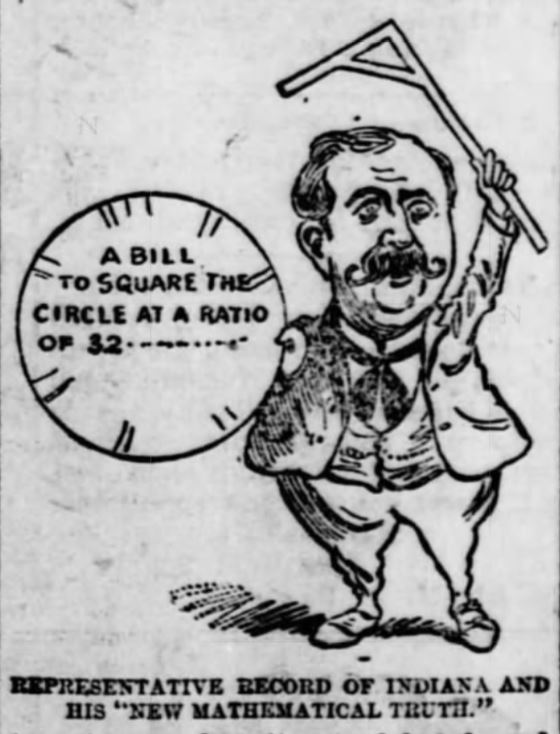
Dessin paru dans le Rock Island Argus du 6 mars 1897, se moquant du projet.

L’Indiana pi bill (projet de loi pi de l'Indiana) désigne communément, aux États-Unis, la proposition de loi no 246 qui faillit être adoptée en 1897 par l'Assemblée générale de l'Indiana. C'est l'une des tentatives les plus connues pour établir une vérité scientifique par un accord législatif. Il est parfois dit, par erreur, que cette loi devait définir le nombre pi avec une valeur erronée. Malgré son nom, le principal objectif de cette loi est un moyen d'obtenir la quadrature du cercle, plutôt que l'établissement de la valeur de pi. Malgré tout, le texte de loi révèle du contenu qui dicte différentes valeurs erronées de pi, telle 3,2. Bien que le problème de la quadrature du cercle fût supposé insoluble depuis l'Antiquité, de nombreuses personnes ont tenté de le résoudre ; cette impossibilité avait été rigoureusement prouvée par Ferdinand von Lindemann quelques années plus tôt, en 1882.
La loi n'a jamais été adoptée, grâce à l'intervention d'un professeur de mathématiques, Clarence Abiathar Waldo (en), qui était accidentellement présent dans l'assemblée.

## Prologue

Schéma avec certaines dimensions qui peut être vu dans les œuvres d'Edwin J. Goodwin.

À l'origine, un médecin et mathématicien amateur de l'Indiana, Edwin J. Goodwin, pensait avoir découvert une méthode pour réaliser la quadrature du cercle. Il alla jusqu'à déposer un brevet sur sa découverte en 1889.[réf. souhaitée] Il fit publier dans la revue The American Mathematical Monthly de juillet 1894, pages 246 et 247, un article intitulé Quadrature of the circle, dans lequel l'auteur donne plusieurs valeurs successives et incohérentes du nombre pi, à savoir 4, 162/92, {\displaystyle {\frac {16{\sqrt {2}}}{7}}}, et finalement 3,2. Il donne par exemple la « vraie » valeur de l'aire du disque de rayon r dans les termes suivants :
« [we] have simply to divide the circonference by 4 and square the quotient to compute the area » (« [nous devons] simplement diviser la circonférence par 4 et mettre au carré le quotient pour calculer l'aire »),
ce qui donne pour la surface la valeur {\displaystyle {\frac {\pi ^{2}r^{2}}{4}}}.

## Histoire parlementaire

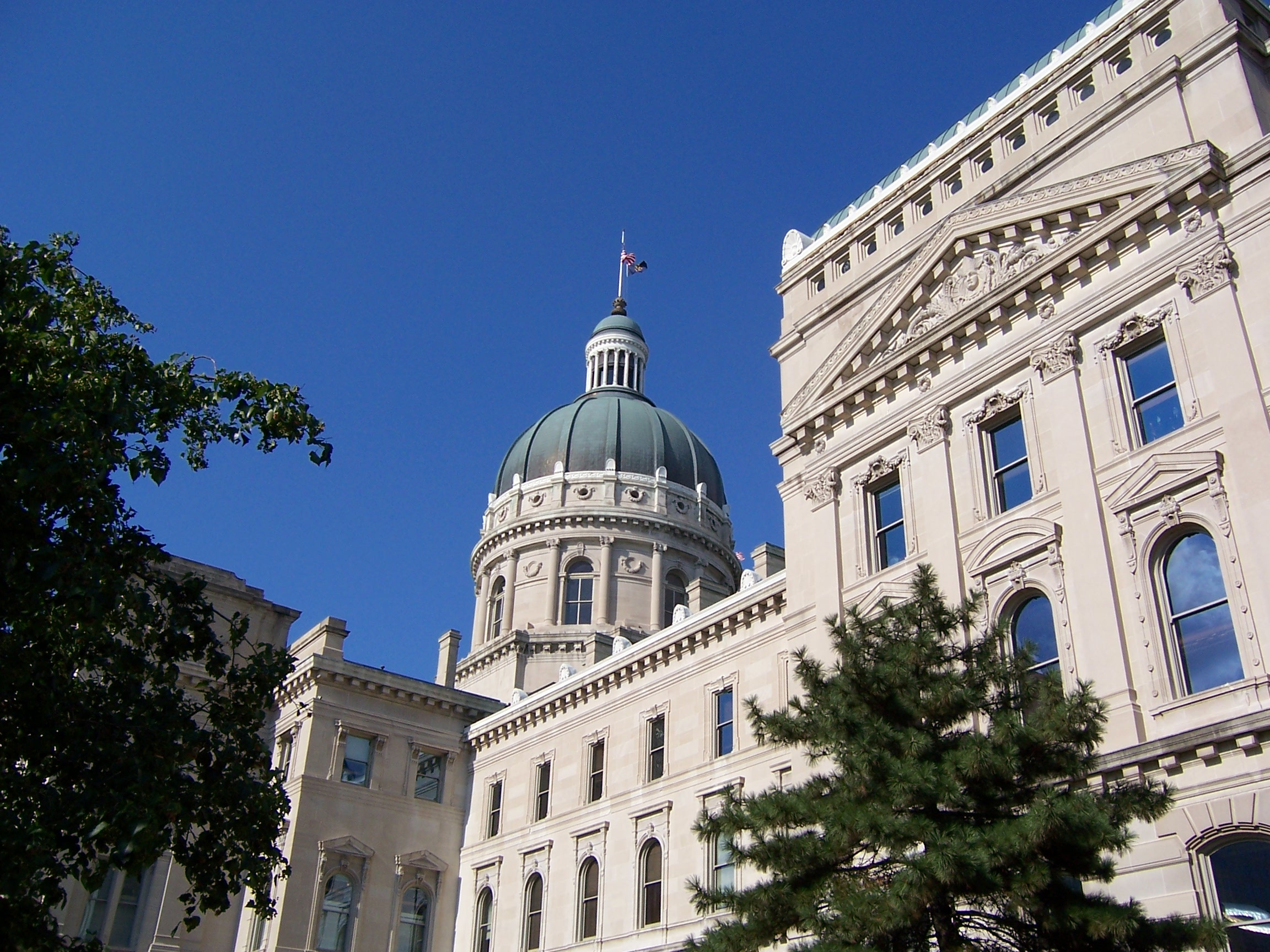
Le Capitole de l'État de l'Indiana, siège de l’Assemblée générale de l'Indiana.

En 1897, il soumit à son député Taylor I. Record une proposition de loi qui fut par la suite introduite à l'assemblée sous le nom Une loi pour introduire une vérité mathématique et offerte comme contribution à l'éducation et utilisée uniquement par l'État de l'Indiana sans paiement de royalties, sous réserve qu'elle soit acceptée et adoptée par la session parlementaire officielle de 1897.
Le texte de cette proposition de loi consiste en une série d'affirmations mathématiques (détaillées ci-dessous), suivies par une énumération des réalisations de Goodwin :

« […] ses solutions à la trisection de l'angle, à la duplication du cube et à la quadrature du cercle ont déjà été acceptées comme contributions à la science par l’American Mathematical Monthly. […] Et il doit être reconnu que lesdits problèmes ont été longtemps laissés par le corps scientifique comme mystère insoluble et au-dessus de la compréhension humaine. »

Il faut ici rappeler qu'aucun de ces trois problèmes, connus des mathématiciens par les Grecs de l'Antiquité et restés sans solution de leur part, n'a de solution avec la règle non graduée et le compas seuls.
La chambre des représentants de l’État, qui ne comprenait alors aucun mathématicien, ne s’opposa pas à la proposition et publia un projet de loi, qui suscita des articles dans la presse locale en allemand. Le projet de loi fut ensuite présenté au Sénat de l’État, qui lui non plus ne comptait aucun mathématicien, et dans un premier temps ne suscita pas d’objections. Il fallut l’intervention du mathématicien Clarence Abiathar Waldo, alors venu s'assurer du renouvellement des subventions pour l'Indiana Academy of Science, qui, en apprenant le projet de loi, le déconsidéra très vite et prévint les sénateurs qu’il n'était pas de leur compétence d’établir une vérité mathématique, et la loi fut abandonnée de justesse.
Un article paru le 13 février 1897 dans l’Indianapolis News (en) nous dit :

« […] On aborda le projet de loi et on en rit. Les sénateurs firent de mauvais calembours à son sujet, le tournèrent en ridicule et s’en moquèrent. Le charivari dura une demi-heure. Le sénateur Hubbell déclara qu'il était indécent que le Sénat, qui coûtait à l'État 250 $ par jour, perdît son temps dans une affaire aussi peu sérieuse. Il ajouta que dans les principaux journaux de Chicago et de l'Est, il avait lu que le législateur de l'État d'Indiana s’était exposé lui-même au ridicule par le temps déjà perdu sur cette affaire. Il estimait que se pencher sur une telle proposition n’était pas digne du Sénat. Il demanda que l’examen du projet de loi fût reporté sine die, et la motion passa. »